# Ameletopsidae
Ameletopsidae is een familie van haften (Ephemeroptera).

## Geslachten
De familie Ameletopsidae omvat de volgende geslachten:
- Ameletopsis Phillips, 1930
- Chaquihua Demoulin, 1955
- Chiloporter Lestage, 1931
- Mirawara Harker, 1954